# Jockstrap

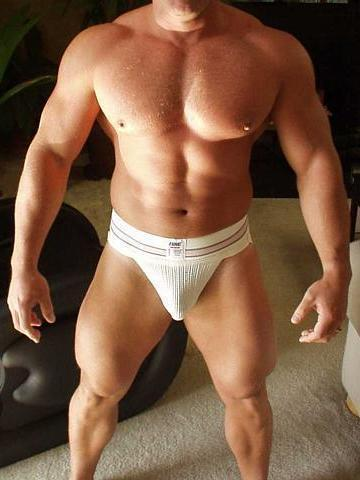
Mặt trước quần jockstrap

Quần jockstrap là một loại đồ lót được thiết kế để hỗ trợ bộ phận sinh dục nam trong khi hoạt động thể thao hoặc các hoạt động thể lực dùng nhiều sức. Quần jockstrap tiêu chuẩn gồm có một lưng có khả năng đàn hồi với một khoang trợ giúp cho bộ phận sinh dục và hai dây đàn hồi phía ngoài rìa để nối lên phần lưng. Khoang bảo vệ có thể chứa một cái túi để giữ một cái chén phản lực để bảo vệ tinh hoàn hoặc dương vật khỏi bị tổn thương.

## Từ nguyên
Từ jockstrap đã được dùng từ năm 1897, lúc đó được thiết kế dành cho những người chạy xe đạp. Bike Jockey Strap là nhà sản xuất jockstrap đầu tiên tại Mỹ vào năm 1874.
Từ jockey có nghĩa là "người điều khiển", thường dùng để chỉ nài ngựa, đã được sử dụng từ năm 1670.

## Thiết kế
Người đi bơi thì chuộng jockstrap lưng thấp, trong khi cầu thủ bóng đá lại thích lưng cao. Một số nhà sản xuất còn bán cả loại thời trang với nhiều thiết kế khác nhau và chất liệu vải nhiều màu sắc. Chén bảo vệ, thường dùng cho các môn thể thao tiếp xúc nhiều, thường được làm bằng nhựa cứng hoặc kim loại.

## Thư viện hình

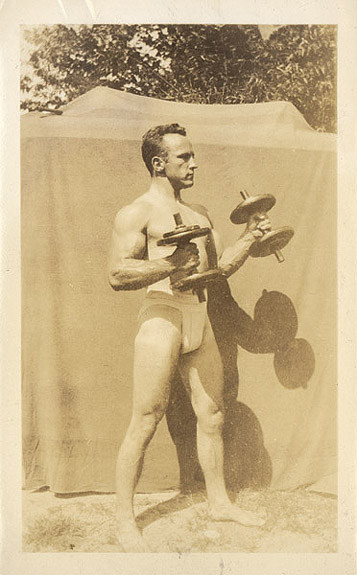
Lực sỹ thể hình mặc jockstrap
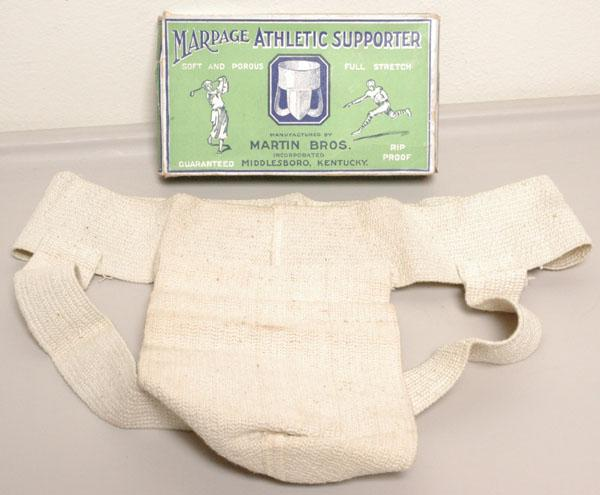
Quần jockstrap và bao bì, năm 1930
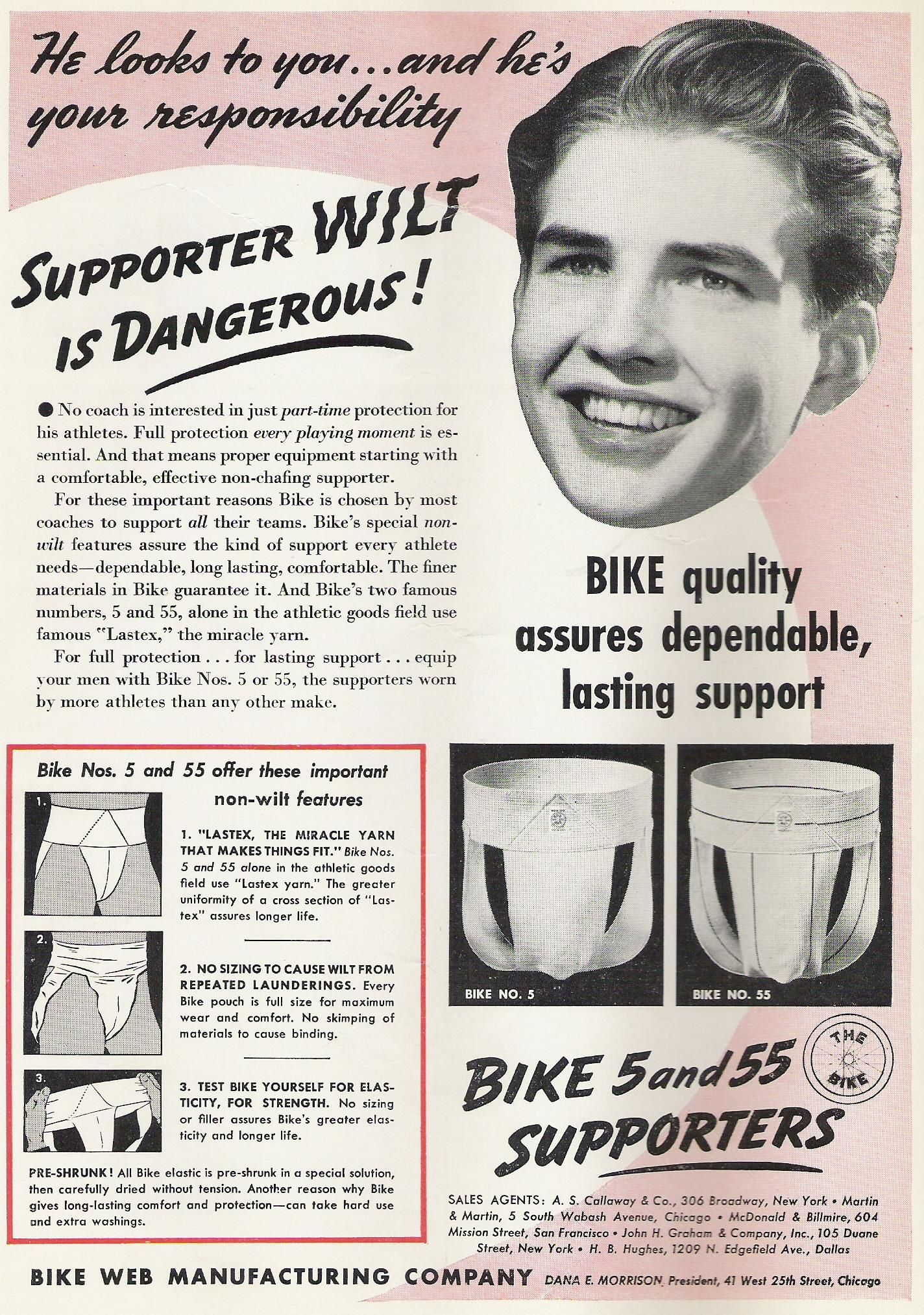
Quảng cáo jockstrap, năm 1941
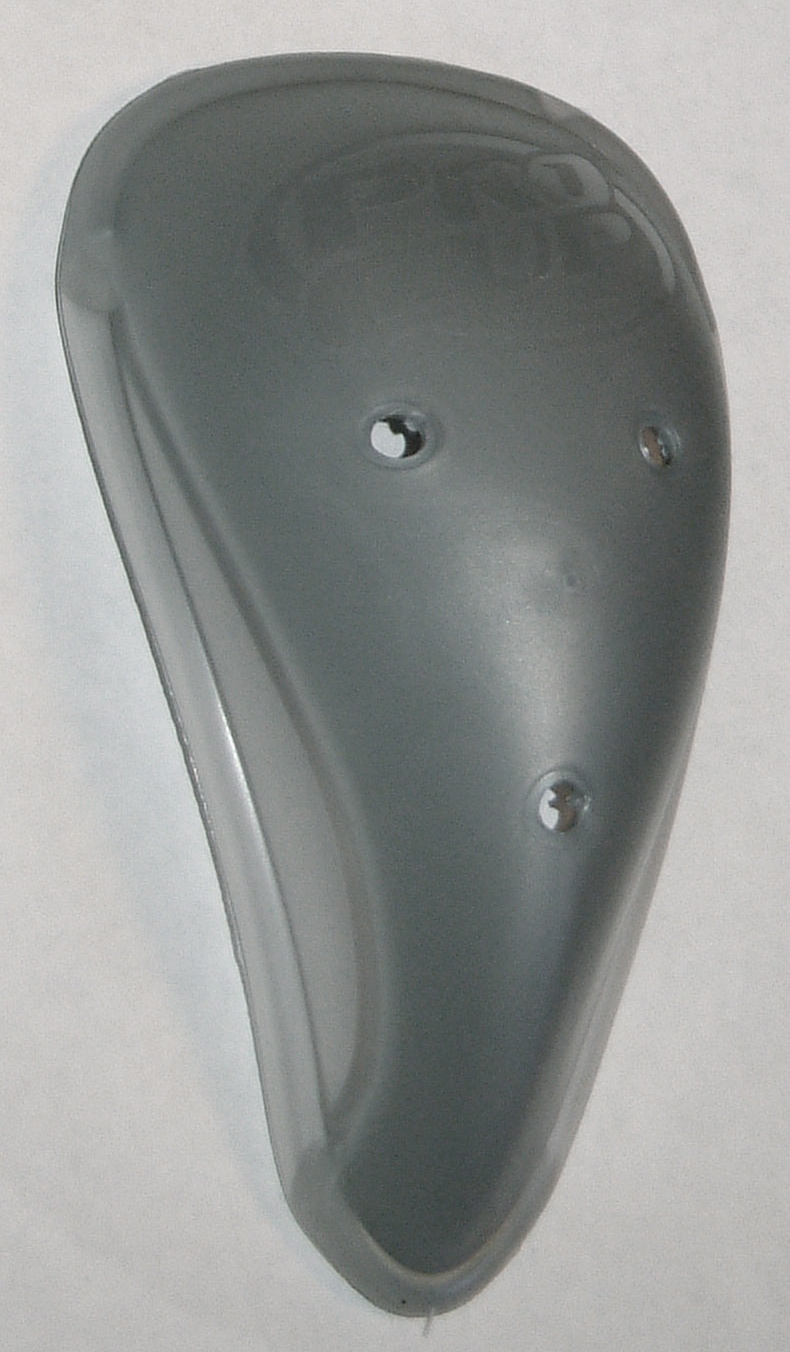
Chén bảo vệ